# .22 Winchester Rimfire
Набій .22 Winchester Rimfire (поширена назва .22 WRF) американський гвинтівковий набій кільцевого запалення.

## Історія
Набій було представлено з помповою рушницею Winchester M1890, він мав плосконосу кулі для рушниці та був схожий на набій .22 Remington Special (різниця була лише в кулі яка мала круглий ніс). Куля мала пласку основу з внутрішньою осалкою, на відміну від куль набоїв .22 Short, Long, LR та Extra Long які мали зовнішню осалку.
На момент своєї появи на ринку .22 WRF "був першим помітним поліпшенням вбивчої сили" у порівнянні з .22 LR, і міг вбити на відстані 75 м. Він менш точні ніж набій .22 LR і призначений для полювання на малу дичину, наприклад кролів або лучних собачок.
Напередодні Другої світової війни, було розроблено метальні заряди які сильно збільшили ефективність .22 LR. Ці нові заряди "High Velocity" підвищували початкову швидкість в 320 м/с швидкість майже на 90 м/с,  Це збільшення потужності меншого набою в поєднанні з його дешевшою ціною і величезною кількістю гвинтівок, що вже використовували набій .22 LR, фактично вбило .22 WRF. 
З 1890 року компанії Winchester, Remington та Stevens пропонували багато однозарядних та магазинних гвинтівок, але нові гвинтівки не були розраховані під цей набій. Набої .22 WRF періодично пропонують комерційні виробники для використання в старій зброї. Їх можна використовувати у будь-якій зброї яка стріляє більш потужними набоями .22 WMR. Коротший набій WRF можно використовувати лише для ручного заряджання в патронник гвинтівок WMR, оскільки магазин розрахований на довжину набоїв WMR не може подавати ці набої.